# CYFRA 21-1
Le Cyfra 21-1 est un marqueur tumoral qui, en dosant un fragment de cytokératine 19 (Cytokeratin-21-Fragment), permet la surveillance évolutive des cellules cancéreuses pulmonaires (carcinome épidermoïde).
Il n'est pas utile pour le suivi des patients sous chimiothérapie ni en cas de récidive tumorale.

La concentration de CYFRA 21-1 est mesurée par des techniques immunologiques dans :
- le sérum,
- le plasma sanguin,
- les urines
- le liquide pleural[2].

Le CYFRA 21-1 est aussi utilisé pour le suivi thérapeutique du cancer épidermoïde du col de l'utérus et du cancer de la vessie.